# Magnus 1. af Mecklenburg
Magnus I (født ca. 1345, død 1. september 1384) var Hertug af Mecklenburg fra 1383 til sin død.
Magnus var den tredje søn af hertug Albrecht 2. af Mecklenburg i hans ægteskab med Eufemia Eriksdatter af Sverige, der var søster til kong Magnus Eriksson af Sverige. Han var gift med Elisabeth af Pommern-Wolgast, der var datter af hertug Barnim 4. af Pommern. De fik to børn:
- Johan 4., regent fra 1384 til 1395 og medregent fra 1395 til 1422
- Euphemia, gift 1397 med Balthasar, Herre til Werle

Efter sin bror, hertug Henrik 3. overtog han sammen med dennes søn Albrecht 4. kortvarigt regeringen i hertugdømmet fra 1383 til sin død i 1384.

## Eksterne links
- Stamtavle for Huset Mecklenburg

1. ↑  Navnet er anført på engelsk og stammer fra Wikidata hvor navnet endnu ikke findes på dansk.